# Niklas Olsson
Niklas Fredrik Olsson, född 18 november 1992, är en svensk fotbollsspelare.

## Karriär
Olsson började spela fotboll i Askims IK. Som 15-åring gick han till Gais.
Inför säsongen 2012 gick Olsson till division 1-klubben Utsiktens BK. I december 2014 förlängde han sitt kontrakt med två år. I januari 2016 förlängde Olsson sitt kontrakt med ett år, och likaså i november 2016 förlängde han sitt kontrakt med ett år.
I december 2017 återvände Olsson till Gais, där han skrev på ett tvåårskontrakt. I december 2019 värvades Olsson av Ljungskile SK, där han skrev på ett ettårskontrakt. I februari 2021 återvände Olsson till Utsiktens BK, där han skrev på ett ettårskontrakt.